# Römisches Bad bei Kressbronn-Betznau

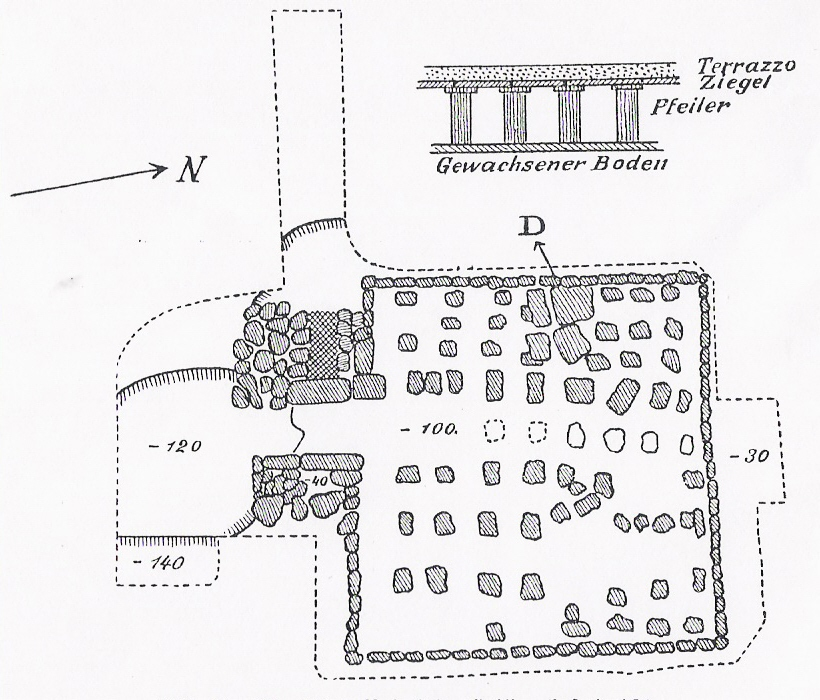
Römisches Bad beim Heiligenhof, Kressbronn-Betznau; die Grenze der Ausgrabung ist punktiert; Maßstab 1:100

Das Römische Bad bei Kressbronn-Betznau ist eine eingetragene Badruine, die Anfang des 20. Jahrhunderts durch Gerhard Bersu (1889–1964) bei einer Grabung entdeckt wurde. 
Nachdem die Bestände registriert wurden, wurde anschließend das gesamte Areal aus Kostengründen – Geld für eine Konservierung war nicht vorhanden – wieder zugeschüttet.
Neben Fundstellen in Jettenhausen und Unterlottenweiler wurden auch beim Heiligenhof (früher „Heidenloch“ genannt), oberhalb des heutigen Kressbronner Ortsteils Betznau, entsprechende Mauerreste gefunden, die durch Bersu im November 1913 ausgegraben wurden: eine römische Ruine – ein nach allen Seiten isoliertes Hypokaustum, das einem Bad diente. 
Eine gut erhaltene Fläche von etwa 4,80 × 4,50 Meter Seitenlänge, mit 40 cm starken Außenmauern war im Inneren besetzt von meist noch aufrecht stehenden, eng gesetzten, neun mal acht Sandsteinpfeilern, rund 60 cm hoch, primitiv gearbeitet; sie standen auf leicht gestampftem Boden und trugen einen Ziegelaufsatz, auf dem der 30 cm starke Terrazzoboden des darüber gelegenen Raumes lag. An der Südseite befand sich der durch starke Sandsteinplatten verkleidete Schürkanal von zwei Metern Länge und 70 cm Breite.
Der Raum davor lag 20 cm tiefer als das Niveau des Pfeilerraums. Der Oberbau des Gebäudes, dessen Heizung hier endet, muss aus dick mit Mörtel überstrichenem Holz gewesen sein, wie zahlreiche Abdrücke und die für einen Steinbau ungenügende Umfassungsmauer des Heizraumes beweisen. Im Inneren des Raumes fanden sich einige Tonscherben, ein durchbrochener Bronzeschlag und viele Stücke von gemaltem Wandverputz.
Die dazugehörige Villa wird an der Stelle des heutigen Hofs, wo sich auf den direkt umgebenden Äckern Scherben und Ziegelstücke fanden, gestanden haben.

## Geschichte

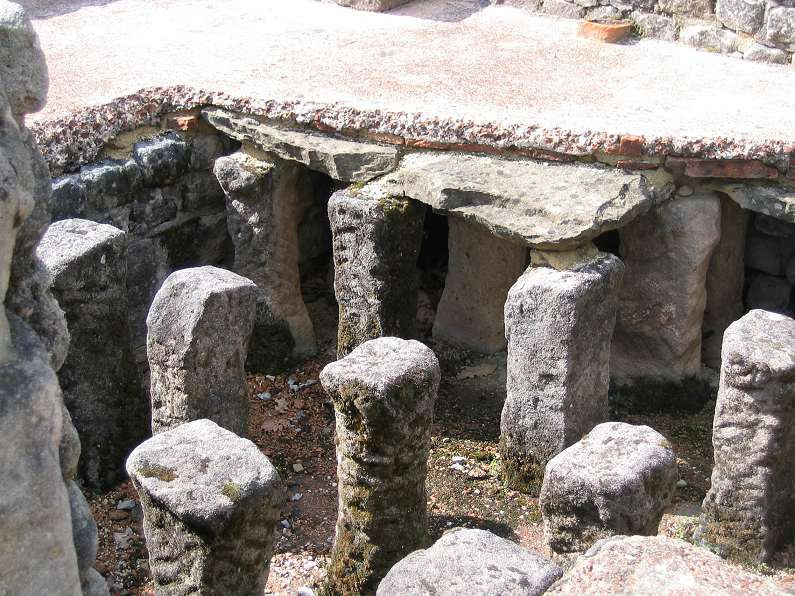
Fußbodenheizung der Villa rustica Hechingen-Stein

Mitte des 1. Jahrhunderts wurde unter Kaiser Claudius die Donaugrenze durch die Anlage von Kastellen zur militärisch befestigten Reichsgrenze erhoben. Somit brauchten, bauten und unterhielten die Römer auch Straßen. Einige wenige Straßen genügten, denn das römische Gebiet des heutigen Oberschwaben war nur schwach besiedelt. Die während der Schussenregulierung 1906 bei Eriskirch gefundene Pfahlanlage der römischen Schussenbrücke erforderte entsprechende Anbindungen: Eine römische Straße am nördlichen Bodenseeufer, die von Bregenz über Lindau-Aeschach (Fundamente einer Villa im heutigen „Römerpark“) vermutlich nach Kressbronn ging und sich ziemlich mit der heutigen Straße deckt. Von hier aus lief sie wahrscheinlich zwischen Langenargen und Oberdorf Richtung Eriskirch und dann vermutlich wiederum mit der heutigen Straße ziemlich gleich nach Friedrichshafen. 
Im 2. Jahrhundert, als der Donaulimes längst bis an den obergermanischen Limes vorgeschoben war, siedelten sich Kolonisten an, die ihre großen Villen, ummauerte Gutshöfe mit Einzelgebäuden für Ackerbaubetrieb oder einzelne Bauernhäuser inmitten ihres ihnen zugewiesenen Gebiets errichteten.